# Campoplex caccabates
Campoplex caccabates är en stekelart som beskrevs av Gupta och Maheshwary 1977. Campoplex caccabates ingår i släktet Campoplex och familjen brokparasitsteklar. Inga underarter finns listade.